# قوشچی‌لار (خواجه‌وند)
قوشچی‌لار (به لاتین: Quşçular) یک منطقه مسکونی در جمهوری آذربایجان است که در شهرستان خوجاوند واقع شده‌است.